# Hochschuldozentur
Die Hochschuldozentur ist eine Stelle im Lehrkörper einer baden-württembergischen Hochschule. Die Amtsbezeichnung der Stelleninhaber ist „Hochschuldozent“.

## Beschreibung

### Baden-Württemberg
Hochschuldozenten werden gemäß der Besoldungsgruppe W2 verbeamtet oder mit einer entsprechenden Vergütung angestellt. Die Dozentur kann befristet sein. Voraussetzung für die Ernennung zum Hochschuldozenten ist in der Regel eine positiv evaluierte Juniordozentur bzw. Juniorprofessur oder eine Habilitation. Diese Position in der Gruppe der Hochschullehrer wurde 2007 mit einer Novelle des Landeshochschulgesetzes eingeführt. Mit diesem Amt sollte das Konzept einer Lehrprofessur umgesetzt werden.
Im Unterschied zu allen übrigen deutschen Bundesländern, in denen die Besoldungsgruppe W2 für planmäßige Professoren ohne Lehrstuhl oder in kleinen Fächern vorgesehen ist, werden Universitätsprofessoren in Baden-Württemberg fast ausnahmslos nach W3 besoldet. An die Stelle der W2-Professuren treten hier daher die Hochschuldozenturen: Das Hochschulgesetz des Landes weist sie der Gruppe der Hochschullehrer zu, zu der auch Professoren und Juniorprofessoren gehören. Hochschuldozenten haben aber ein deutlich höheres Lehrdeputat als Professoren und sind im Unterschied zu diesen nicht berechtigt, einen besonderen, mit ihrem Amt verbundenen Titel zu führen. Insbesondere dürfen sie sich nicht als „Professoren“ bezeichnen. Das Hochschulgesetz ermöglicht lediglich die Verleihung des Professorentitels im Rahmen einer außerplanmäßigen Professur.

### DDR
Die Hochschullehrerberufungsverordnung (HBVO) der DDR kannte als Hochschullehrer „Hochschuldozenten“ und „Ordentliche Professoren“, die an Universitäten und wissenschaftlichen Hochschulen auf zugehörige Planstellen unbefristet berufen und in zwei abgestuften Gehaltsgruppen bezahlt wurden. Hochschuldozenten der DDR sind berechtigt, den besonderen akademischen Titel „Hochschuldozent“ zu führen (abgekürzt: Dozent; Doz.). Jedoch dürfen sie sich nicht als „Professoren“ bezeichnen, aber die HBVO ermöglichte die Verleihung des Professorentitels im Rahmen einer „außerplanmäßigen Professur“.

## Nachweise
1. ↑   Änderungsgesetz vom 7. November 2007 (Memento vom 29. Juli 2010 im Internet Archive) (PDF-Datei; 120,8 kB)
2. ↑  Hochschullehrerberufungsverordnung (HBVO) vom 6. November 1968, veröffentlicht im Gesetzblatt der DDR, Teil II, S. 997–1003.